# Проституция на Ямайке
Проституция на Ямайке незаконна, но широко терпима, особенно в туристических районах  . По оценкам ЮНЭЙДС, в стране насчитывается 18 696 проституток.
Остров является местом для секс-туризма. Роман Терри Макмиллана, а затем и фильм «Увлечение Стеллы», были основаны на женском секс-туризме на Ямайке. Также имеет место транзакционный секс.
Торговля людьми с целью сексуальной эксплуатации является проблемой в стране.

## Проституция на практике
Женщины-проститутки выманивают их из дома или присоединяются к клиентам в их гостиничных номерах или частных домах. Некоторые проститутки танцуют в ночных клубах для взрослых, и некоторые из них - из других стран. Эти привозные проститутки работают в более изысканных ночных клубах Кингстона, которые обслуживают в основном туристов, иностранных рабочих, дипломатов и состоятельных местных жителей. В других клубах есть в основном местные проститутки, у некоторых из которых есть обычная дневная работа. В Очо-Риос проститутки платят владельцу ночного клуба плату за использование ночных клубов для поиска клиентов.
Массажные салоны на Ямайке иногда служат прикрытием для публичных домов. Они хорошо рекламируются в местных порнографических журналах и в официальных газетах. Танцовщицы в заведениях для танцев на коленях и стриптизе иногда предлагают сексуальные услуги в качестве побочного занятия.
Гей-проституток работает в отелях координаторами развлечений. Откровенная мужская проституция - явление редкое, поскольку гомофобный характер страны заставляет мужчин-проституток вести свой бизнес более изощренно. Тем не менее, некоторые проститутки-мужчины были замечены на улицах.
В туристических районах Монтего-Бей и Очо-Риос проститутки и другие граждане иногда выманивают себя в надежде установить связь через своего клиента, с которым они позже отправятся в развитую страну. Результатом часто становятся сексуальные услуги и обмен денег. Некоторые из них приводят к долгосрочным отношениям. В Очо-Риосе члены экипажей круизных лайнеров посещают залы ожидания у пирса, где секс-работникам забронированы номера.
Некоторые секс-работники бронируют номера на курортах с системой «все включено», чтобы привлечь клиентов из числа туристов.

## Детская проституция
Экономические трудности и социальное давление способствуют распространению детской проституции. Исследование 2001 года, финансируемое МОТ-ИПЕК, показало, что дети в возрасте от 10 лет занимаются проституцией, обслуживая туристов. Молодых девушек нанимают в «go-go» клубы или массажные салоны. Детей также продают внутри страны для сексуальной эксплуатации. Уличные дети также занимаются проституцией.

## Текущая ситуация
Проституция в настоящее время все еще существует на Ямайке. Идея «быстрых денег» очень востребована при работе с подпольным секс-туризмом. Маскировка этого акта в массажных салонах только упрощает юным подросткам возможность эксплуатировать себя. В 2011 году молодая женщина, Шеканда Саммерс, псевдоним, который она должна использовать, чтобы скрыть свою личность, была одной из многих молодых женщин, которые выбрали этот образ жизни - заниматься проституцией через «массажные салоны».
По мере того как проституция продолжается, она становится еще более скрытной и сомнительной. Многие не только скрывают свою личность и образ жизни, но есть некоторые признаки того, что молодых девушек удерживают против их воли. Это, в свою очередь, можно рассматривать как торговлю людьми.
Ямайская коалиция SW работает с секс-работниками на Ямайке более десяти лет. работа включала вовлечение сообщества секс-работников в обучение их основным правам человека с использованием традиционной модели взаимного обучения. Коалиция SW Ямайки в настоящее время выступает за декриминализацию секс-работы.

## Секс-торговля
Ямайка является страной происхождения и назначения для взрослых и детей, ставших жертвами торговли людьми в целях сексуальной эксплуатации. По сообщениям, торговля ямайскими женщинами и детьми, включая мальчиков, в целях сексуальной эксплуатации происходит на улицах и в ночных клубах, барах, массажных салонах, отелях и частных домах, в том числе в курортных городах. Торговцы людьми все чаще используют платформы социальных сетей для вербовки жертв. Граждане Ямайки стали жертвами торговли людьми в целях сексуальной эксплуатации за границей, в том числе в других странах Карибского бассейна, Канаде, США и Великобритании. 

### Участие правительства
Правительство Ямайки утверждает, что у него есть план по полной ликвидации торговли людьми. Ямайка в настоящее время находится в статусе Уровня 2, что означает, что их правительство не полностью соблюдает минимальный стандарт, установленный в Законе США о предотвращении торговли людьми, но они добились значительного прогресса в своих попытках соответствовать этим стандартам.